# Korea Media Rating Board
 (avril 2020).
Si vous disposez d'ouvrages ou d'articles de référence ou si vous connaissez des sites web de qualité traitant du thème abordé ici, merci de compléter l'article en donnant les références utiles à sa vérifiabilité et en les liant à la section « Notes et références ».
Le Korea Media Rating Board (KMRB) est un système d’évaluation sud-coréen pour le cinéma et les jeux vidéo.

## Historique
Il a été fondé en 1966 sous le nom de « South Korea Art and Culture Ethics Committee » avant de changer de nom en 1999.
Il est remplacé en 2006 par le Game Rating Board pour l’évaluation des jeux vidéo.

## Classification
Le Korea Media Rating Board (영상물등급위원회) de Busan répartit les films sous licence dans les catégories suivantes : 
| Symboles | Nom                               | Description du symbole |
| -------- | --------------------------------- | --- |
|          | ALL (전체관람가)                  | Film adapté à tous les âges. |
|          | 12 (12세이상관람가)               | Film destiné à un public de 12 ans et plus. Les publics mineurs accompagnés d'un parent ou d'un tuteur sont autorisés. |
|          | 15 (15세이상관람가)               | Film destiné à un public de 15 ans et plus. Les publics mineurs accompagnés d'un parent ou d'un tuteur sont autorisés. |
|          | R/19 (청소년관람불가)             | Interdit aux moins de 19 ans. |
|          | Restricted screening (제한상영가) | Le film a besoin d'une certaine restriction dans la projection ou la publicité car il est considéré comme une très mauvaise influence sur la dignité humaine universelle, la valeur sociale, les bonnes coutumes ou l'émotion nationale en raison de l'expression excessive de la nudité, de la violence, du comportement social, etc… |